# Vin vào hệ quả
Vin vào hệ quả (tiếng Anh: appeal to consequences, tiếng Latin: argumentum ad consequentiam) là lập luận kết luận giả thuyết (thường là niềm tin) nào đó là đúng hoặc sai dựa trên việc liệu tiền đề có dẫn đến kết quả mong muốn hay không. Đây là lập luận vin vào cảm xúc và là một loại ngụy biện phi hình thức, bởi vì lòng mong muốn về kết quả của tiền đề nào đó thì không làm cho tiền đề đó đúng. Hơn nữa, lập luận mà trong đó có phân loại hệ quả thành hoặc là được mong muốn hoặc là không được mong muốn thì vốn đã hàm chứa quan điểm chủ quan.

## Hình thức chung
Lập luận vin vào hệ quả thường có một trong hai dạng:

### Dạng khẳng định
Nếu P thì Q sẽ xảy ra.
Q là điều được mong muốn.
Do đó, P đúng.
Ví dụ:
- "Thị trường bất động sản sẽ tiếp tục tăng trưởng năm nay vì giới chủ nhà thích lãi vốn."
- "Con người sẽ di chuyển nhanh hơn ánh sáng vì việc di chuyển nhanh hơn ánh sáng sẽ có lợi cho du hành vũ trụ."

### Dạng phủ định
Nếu P thì Q sẽ xảy ra.
Q là điều không được mong muốn.
Do đó, P sai.
Vin vào uy lực (argumentum ad baculum) là một trường hợp đặc biệt của dạng này.
Ví dụ:
Nếu sáu người đàn ông này thắng thì tức là cảnh sát có tội khai man, nghĩa là phía cảnh sát có tội bạo lực và đe dọa, nghĩa là những lời thú tội đấy là bịa đặt, đã được chấp nhận làm bằng chứng một cách không đúng đắn, tức là lời kết án đã sai lầm. [...] Cái viễn cảnh như thế nó kinh khủng đến nỗi con người biết điều nào trong đất nước này cũng sẽ nói rằng vụ việc này đi xa thêm tí nào nữa là điều không thể nào nên làm được.— Lord Denning trong phán quyết của mình về vụ Birmingham Six.